# Marano sul Panaro
Marano sul Panaro (Marân in dialetto modenese) è un comune italiano di 5 306 abitanti della provincia di Modena in Emilia-Romagna, sulla sponda sinistra del fiume Panaro (Panèra, in modenese), fa parte dell'Unione Terre di Castelli.
Il capoluogo si estende sulle prime colline della provincia modenese, sulle sponde del fiume Panaro che divide il paese dai comuni limitrofi di Savignano sul Panaro e Guiglia. L'abitato si sviluppa per la maggior parte nell'unica zona pianeggiante del territorio comunale mentre il resto del Comune, frazioni incluse, è situato in territorio collinare. Marano si trova a 5 chilometri da Vignola, a 25 chilometri dal capoluogo di provincia Modena e a 35 chilometri dal capoluogo regionale Bologna.
Marano sul Panaro è conosciuto nella provincia di Modena per la produzione della ciliegia. Inoltre il comune è noto per le molteplici attività di pollicoltura.

## Storia
Marano sul Panaro è stato un paese coinvolto negli eventi bellici accaduti tra l'8 settembre 1943 e il 25 aprile 1945. Sono tuttora presenti tracce di queste battaglie e cippi a ricordo delle vittime, anche civili. Tra i fatti più salienti si ricorda il bombardamento avvenuto a Festà, frazione del comune di Marano, il 12 aprile 1945 da parte di un aereo degli Alleati, che scambiarono il campanile per una torre di guardia nemica.

### Simboli
Lo stemma è tratto da un libro d'estimo del 1720 ed è stato riconosciuto con decreto del Capo del Governo del 18 maggio 1936.
Il castagno e la vite alludono alle produzioni agricole. Nel capo figura lo scudo di Casa Savoia.
Il gonfalone, concesso con regio decreto del 27 giugno 1941, è un drappo di azzurro. 

## Monumenti e luoghi d'interesse

### Architetture religiose
- Oratorio di Marano Vecchio, dedicato a Sant'Antonio di Padova
- Chiesa di San Lorenzo

### Architetture militari
- Ruderi dell'antico castello
- Complesso del Colombarone, antica dimora dei feudatari della città, la famiglia Montecuccoli

### Architetture civili
- Fornacione, che con il suo alto camino caratterizza l'orizzonte del paese.

### Luoghi d'interesse naturalistico e storico
- Parco regionale dei Sassi di Roccamalatina
- Parco faunistico di Festà con i calanchi
- Parco Fluviale lungo il fiume Panaro
- Parco Commemorativo dell'Eccidio di Ospitaletto
- Bombi di Ospitaletto (emissione di idrocarburi allo stato liquido e gassoso)

Da ricordare inoltre, la quercia situata al centro della piazza, simbolo del paese, con il quale si definisce il rapporto stretto tra il comune e il suo territorio.

## Società

### Evoluzione demografica
Abitanti censiti

### Etnie e minoranze straniere
Gli stranieri residenti nel comune sono 551, al 31 dicembre 2014. Di seguito sono riportati i gruppi più consistenti:
1. Marocco: 165
2. Albania: 129
3. Cina: 45
4. Romania: 38
5. Polonia: 19
6. Ucraina: 18
7. Nigeria: 17
8. Sri Lanka: 17
9. India: 13
10. Tunisia: 13

## Cultura

### Musei
Il Museo civico di ecologia e storia naturale e il Museo delle energie si trovano in piazza Matteotti, presso l'ex mulino Montecuccoli.

## Geografia antropica

### Frazioni
- Denzano (Dinzân, in modenese)
- Festà (Festà)
- Casona (La Casòuna)
- Villabianca (Vélabianca)
- Rodiano (Rudiân)
- Ospitaletto (L'üsdalàt)
- Ca' Bonettini (Cà di Buntin)
- Ca' Rossa (Cà Ròssa)

## Amministrazione
| Periodo        | Periodo        | Primo cittadino   | Partito                               | Carica  | Note   |
| -------------- | -------------- | ----------------- | ------------------------------------- | ------- | ------ |
| 12 maggio 1985 | 5 maggio 1990  | Gian Luigi Covili | Partito Comunista Italiano            | Sindaco | [ 8 ]  |
| 6 maggio 1990  | 11 giugno 2004 | Marco Poggi       | centro-sinistra                       | Sindaco | [ 8 ]  |
| 12 giugno 2004 | 6 giugno 2009  | Mauro Salici      |                                       | Sindaco | [ 8 ]  |
| 7 giugno 2009  | 26 maggio 2019 | Emilia Muratori   | lista civica - Solidarietà e sviluppo | Sindaco | [ 9 ]  |
| 27 maggio 2019 | in carica      | Giovanni Galli    | lista civica - Energie in comune      | Sindaco | [ 10 ] |

### Gemellaggi
- Kofinas